# Antoni Jurasz (Mediziner, 1882)

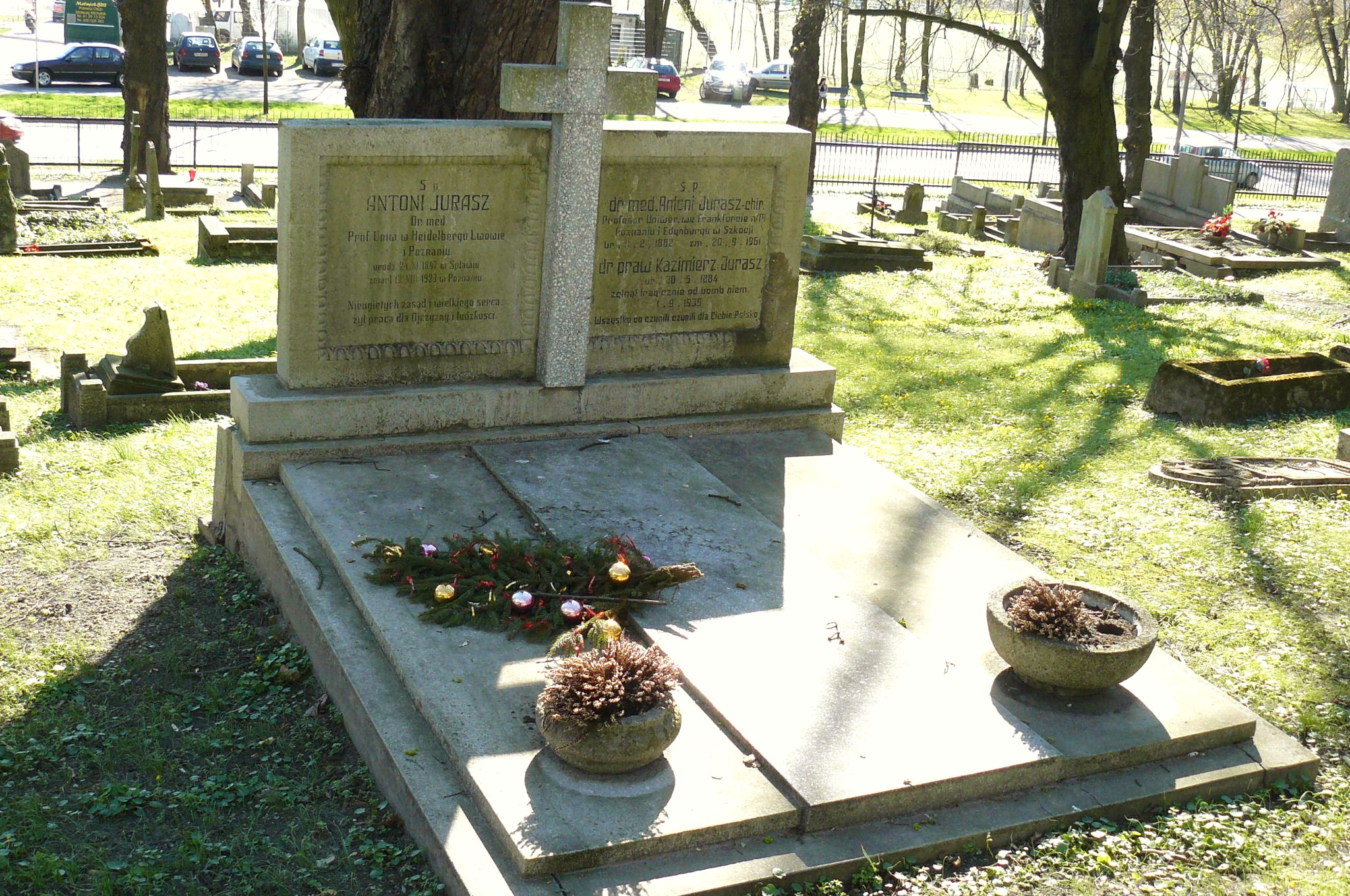
Familiengrab im Fort Winiary in Posen

Antoni Tomasz Jurasz (* 11. Februar 1882 in Heidelberg; † 20. September 1961 in New York City) war ein polnischer Chirurg, Offizier und Hochschullehrer.

## Leben
Jurasz’ Eltern waren der Heidelberger HNO-Professor  Antoni Stanisław Jurasz (1847–1923) und seine englische Frau Caroline geb. Gaspey. Der Vater stammte aus Spławie (Poznań).
Antoni Jurasz studierte Medizin an der Ruprecht-Karls-Universität Heidelberg. Mit einer Doktorarbeit über Bindegewebstumoren im Becken (noch heute ein extrem schwieriges Gebiet) wurde er 1907 zum Doktor der Medizin promoviert. Medizinalpraktikant war er am German Hospital (London) und bei Ludolf von Krehl am Universitätsklinikum Heidelberg. Dort war er auch Volontärassistent in der Pathologie. Bei der Handelsmarine sammelte er tropenmedizinische Erfahrungen in Afrika und Indien. 1908 kehrte er in die Chirurgie des German Hospital zurück. 1909 ging er zu Erich Lexer in der Königsberger Chirurgie. 1911 wechselte er mit Erwin Payr an die Leipziger Chirurgie. Mit dem Deutschen Roten Kreuz zog er 1912 im Ersten Balkankrieg nach Konstantinopel. 1917 wurde er Chefarzt des St. Marien-Krankenhauses in Frankfurt am Main.

### Posen
Zur Zeit der Zweiten Polnischen Republik gewann ihn die Universität Posen 1920 für den Aufbau der Chirurgie am desolaten Städtischen Krankenhaus. Jurasz verlegte den Betrieb in ein Haus katholischer Ordensschwestern und ließ das Krankenhaus nach deutschen Standards umbauen. Auf seinen vielen Auslandsreisen kaufte er aus eigenen Mitteln Arzneimittel und chirurgische Instrumente. Nach dem Vorbild von Stanford Cade am Westminster Hospital richtete er 1931 an seiner Klinik Polens erste Strahlentherapie ein. Er publizierte in deutschen, englischen, französischen und polnischen Fachzeitschriften.
1927 gehörte er zu den Gründern der polnischen Chirurgenzeitschrift Chirurgia Kliniczna, die ab 1929 als Chirurgia Clinica Polonica auch in englischer Sprache erschien. 1928 wurde er zum ersten Präsidenten der Chirurgen- und Orthopädengesellschaft Westpolens gewählt. Auf Einladung der Kleinen Entente reiste er mit seinen Assistenten 1935 nach Bukarest, um Operationen vorzuführen. Von der Academia Nacional de Medicina gebeten, las und operierte er 1936 in Rio de Janeiro, São Paulo, und Curitiba. 1937 war er Koautor des ersten polnischen Lehrbuchs für Chirurgie. In Posen war er Dekan der Medizinischen Fakultät und Vizepräsident der Universität. In Westpolen koordinierte er die Unternehmungen des Polnischen Roten Kreuzes. Er versuchte eine panslawische Medizingesellschaft zu gründen und setzte sich für Polnisch als Kongresssprache ein.
Ende August 1939, unmittelbar vor dem deutschen Überfall auf Polen, wurde er als Sanitätsoffizier zur Polnischen Armee eingezogen. In der Schlacht um Modlin geriet er in deutsche Kriegsgefangenschaft. Er entkam über die Tschechoslowakei und Ungarn nach Frankreich. Dort baute er eine polnische Rotkreuzorganisation auf. Nach dem Waffenstillstand von Compiègne (1940) floh er mit Resten der Polnischen Armee nach England.

### Edinburgh
Die Reste der Polnischen Armee sammelten sich großenteils in Schottland. Deshalb betrieb Jurasz 1941 die Gründung der Polnischen Medizinischen Fakultät an der University of Edinburgh. Sie sollte Militärärzte für die Polnischen Streitkräfte im Westen ausbilden. Jurasz war bis 1945 Dekan. Den Lehrstuhl behielt er bis zum Ende der Fakultät im Jahre 1949. Von den 228 Absolventen kehrten nur 19 nach Polen zurück.
Unabhängig von der Polnischen Fakultät wurde am 17. Oktober 1941 in Edinburgh das polnische Militärkrankenhaus Ignacy Paderewski eröffnet. Jurasz kümmerte sich um finanzielle Hilfe seitens der Rockefeller-Foundation. Bei seinem Polenbesuch im Mai 1946 überbrachte Jurasz ein mobiles Lazarett und eine Röntgenanlage als Spende der amerikanischen Polengemeinde.

### USA
In der Volksrepublik Polen wurde ihm die Rückkehr auf den Posten in Posen verwehrt. Wegen seiner US-amerikanischen Verbindungen zur Persona non grata geworden, musste er 1947 nach Edinburgh zurückkehren. Im selben Jahr emigrierte er in die Vereinigten Staaten. Mit seiner Ehefrau Stanisława Augustynowicz siedelte er sich in Margaretville in New York (Bundesstaat) an. Er betrieb eine Arztpraxis und war Consultant Surgeon am Saint Clare’s Hospital (Manhattan). Zu seinen Mitarbeitern gehörte Dr. Skubiszewski, ein Onkel von Krzysztof Skubiszewski.
Juracz starb mit 79 Jahren. Die Trauerfeier fand auf Margaretvilles Friedhof statt. Stanisława Jurasz kehrte nach Polen heim und lebte in Warschau. Nach Juracz’ Wunsch wurde sein Leichnam nach Polen überführt und in der Posener Zitadelle beigesetzt. Sein Nachfolger an der Medizinischen Akademie Posen war Roman Drews (1908–1977). Der Neffe Bogdan Jurasz ist Urologe in Posen. Dessen Sohn wurde im Marienhospital Altessen ebenfalls Urologe und arbeitet in Berlin.

## Ehrungen
- Fellow of the Royal Society of Medicine
- Fellow of the American Society of Surgery (1951)
- Fellow of the International College of Surgeons (1959)
- Honorary Fellowship des Royal College of Surgeons of England
- Orden Polonia Restituta, Komtur mit Stern